# Oreophryne albomaculata
Oreophryne albomaculata é uma espécie de anfíbio anuro da família Microhylidae. Está presente na Papua Nova Guiné. A UICN classificou-a como pouco preocupante.